# 蓮田岩槻バイパス

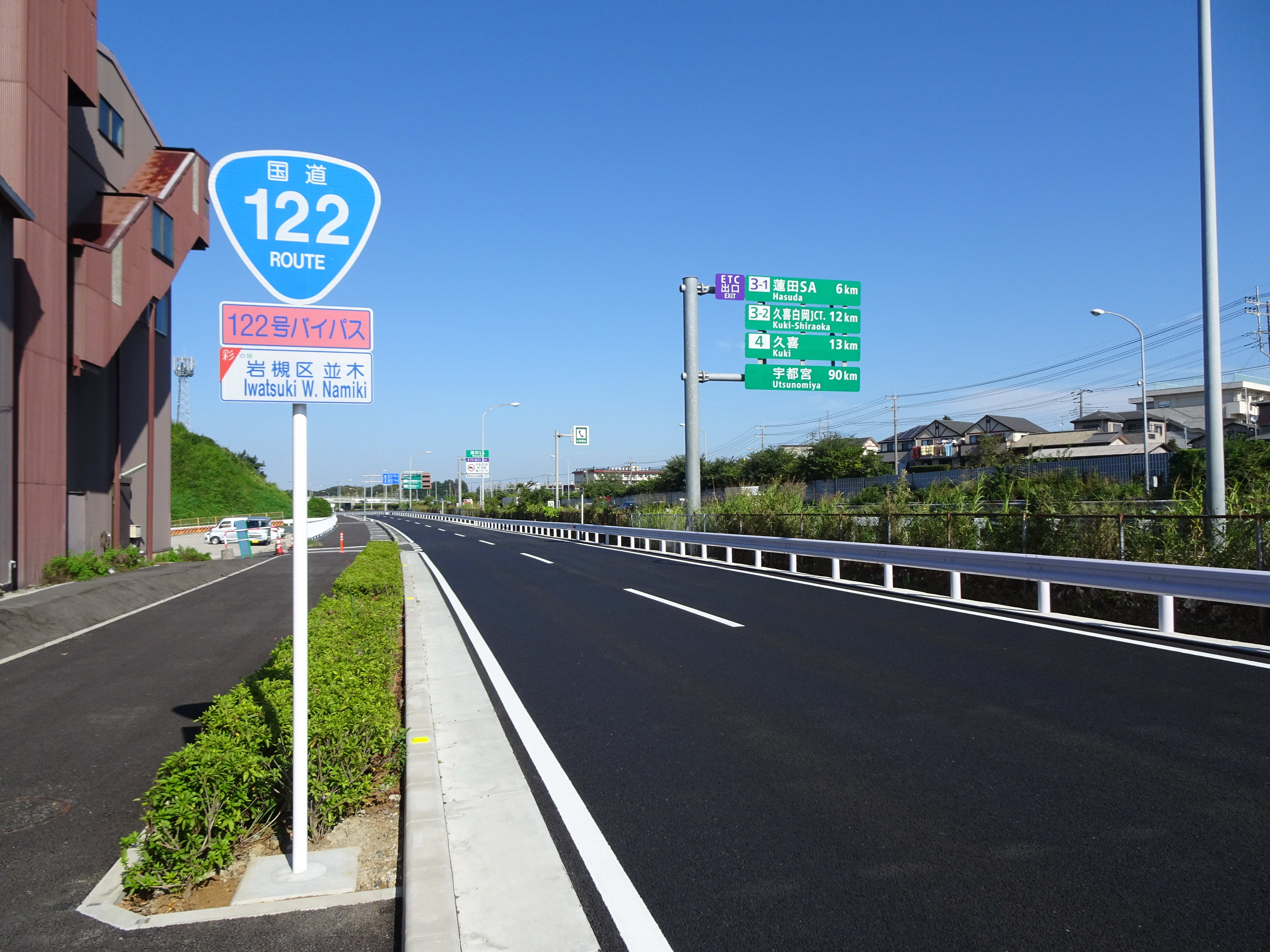
さいたま市岩槻区並木付近

蓮田岩槻バイパス（はすだいわつきバイパス）は、埼玉県蓮田市閏戸からさいたま市岩槻区加倉に至る、国道122号のバイパス道路である。

## 起点・終点
- 起点：埼玉県蓮田市閏戸
- 終点：埼玉県さいたま市岩槻区加倉[注釈 1]

## 概要
計画総延長は9.1 kmで、全線片側2車線で整備された。1968年（昭和43年）に事業化され、1969年（昭和44年）に着工した。1992年（平成4年）までは蓮田バイパスと呼ばれていた。2006年（平成18年）6月11日に全線開通した。事業全体における費用便益比（B/C）は5.3と評価されている。
起点である蓮田市の「閏戸」交差点から「閏戸（南）」交差点までは122号現道を拡幅させ、実質的な起点となる「閏戸（南）」交差点で122号旧道を西に分けて数百メートル東側を南下する。「関山（北）」交差点で埼玉県道3号さいたま栗橋線と交差し、JR東北本線（宇都宮線、以下「宇都宮線」）をくぐる。進んでさいたま市岩槻区に入ると東北自動車道の側道となって並行し、「平林寺橋」交差点で122号本道を東に分け、本道の1 kmほど西を南下する。東武野田線（東武アーバンパークライン）を跨いで、「加倉（北）」交差点で本道および埼玉県道2号さいたま春日部線（旧国道16号）に接続し終点となる。122号は引き続き岩槻インターチェンジから川口市の川口ジャンクションまで、東北自動車道の側道として南下する。
埼玉県道3号さいたま栗橋線および東武野田線との交差部分は高架によるオーバーパス（立体部はさいたま栗橋線は2車線、制限速度50 km/h、追い越し禁止規制）、JR宇都宮線との交差部分はトンネルによるアンダーパス（途中、非常電話を設置）で通している。
旧道は、蓮田市内において宇都宮線蓮田駅近辺の市街地を片側1車線で通過し、なおかつ宇都宮線と平面交差し、渋滞の要因となっていた。現道の岩槻区（旧岩槻市）内も歩道の無い狭い道で、昔から住民の生活道路となっていた。なおかつ東武野田線と平面交差し、激しい渋滞と生活環境の著しい悪化をもたらしていた。これらの迂回路としての役割に加え、岩槻市街地で重複指定（本町 - 加倉(北)間）により共用する埼玉県道2号さいたま春日部線（旧国道16号。埼玉県道65号さいたま幸手線も重複指定）の交通量削減や、東北自動車道岩槻ICへのアクセス向上、短絡ルートの整備を主要な目的としている。
旧道区間のうち、閏戸（南）から蓮田市・さいたま市岩槻区境までは国道指定を解除され、埼玉県道311号蓮田鴻巣線、埼玉県道322号東門前蓮田線や蓮田市道・さいたま市道へ降格されている。蓮田市・さいたま市岩槻区境から第六天橋（さいたま市道）付近のバイパス上り線までは国道指定の解除は実施しておらず、同所から平林寺橋交差点まではバイパス上り線に変更されている。

### 渋滞
国道122号の他区間の改良、およびバイパスの整備により交通量が増加しており、片側1車線で暫定供用されていた当時の岩槻区平林寺橋以南の区間では、夜間や年末年始、日曜等特定の曜日や時間を除いて上下線ともに渋滞が慢性化していた。下り（東京方面）では加倉（北）交差点で主に1 km程度、多ければ3 km程度。特に上り（館林方面）では加倉（南）交差点で片側2車線が1車線に減少（右車線が国道16号春日部方面への右折車線へ変わる）する上、加倉（北）交差点はクランクとなっており、下り線側へ右左折で向かう構造になっていたため、これらの信号待ちなどで常に2 km以上の渋滞となっていた。

### 整備状況
蓮田市のJR宇都宮線以南からさいたま市岩槻区内の区間で整備が進み、1972年（昭和47年）11月17日に、東北自動車道東側に設置した工事側道を相互通行の道路として転用する形で平林寺橋 - 加倉（北）間が開通した。また、これに先立ち東北自動車道の工事（堀割で整備）で現道が寸断される事になった岩槻市（当時）内の一部区間（馬込 - 平林寺間。2025年現在の第六天橋付近から平林寺橋間）のために、東北自動車道西側の側道（2025年現在の上り線の一部）を付け替え線として整備し開通させた。
その後、1976年（昭和51年）6月1日に同じく東北自動車道東側の側道として蓮田市・岩槻市境の馬込橋 - 平林寺橋間が、1982年（昭和57年）7月26日に埼玉県道154号蓮田杉戸線の東（二） - 馬込橋間が蓮田駅東側の新興住宅地を貫く形で、いずれも片側1車線で開通した。これより北側の開通が遅れたため、蓮田駅の南側では新旧の国道を離合する車両で慢性的な渋滞がしばらく続いた。
蓮田市北部の区間では、1989年（平成元年）3月31日に閏戸（南）から埼玉県道3号さいたま栗橋線の関山（北）間が片側1車線で開通した。JR宇都宮線との交差部分を含む関山（北）- 東（二）間の約1.3 kmの区間については、沿線に近接する蓮田市立蓮田中央小学校への影響が懸念され、工法の問題等で長く工事凍結状態にあったが2006年6月11日にこの区間も開通し、これにより全線開通した。同時に、閏戸から馬込橋の手前までが片側2車線（4車線）化された。
2011年（平成23年）3月8日正午、馬込橋 - 平林寺橋間で東北自動車道西側の側道（現道付け替え線の切替も含む）が東京方面から館林方面への上り線専用（平林寺橋も対面通行から上り線専用に変更）として開通し上下車線が分離され片側2車線（4車線）化された（ただし車線分離から約2ヶ月間は改修のため暫定1車線で運用）。東側の側道と馬込橋は、館林方面から東京方面への下り線専用の一方通行となった。しかし、切替後間もなく現道の上り（岩槻市街方面）側から平林寺橋交差点を誤って下り線へ右折しようとする車が見られ、実際に同交差点において誤進入車との正面衝突事故が発生したため、誤進入防止として道路に2車線分、交差点前に進入禁止のペイントが施された。
平林寺橋交差点までの片側2車線（4車線）化により、同交差点以南の東北自動車道西側の約2.8 kmが未完成区間として残された。用地は早期（東北自動車道の建設時）に確保されており、東武野田線との立体交差のために跨線橋用の橋脚（車道用と歩道用を設置）が建てられたが、岩槻区加倉地区の沿線住民からアンダーパスへの計画変更を求める運動が起こり、長く動きはなかった。2007年（平成19年）度から工事が開始されたが、住民との交渉のために2013年（平成25年）度に予定していた完全片側2車線化の完成を断念した。交渉の結果、騒音対策の施設（緩衝地帯や遮音壁）を設けることなどを条件にオーバーパスで通すことで2012年（平成24年）に合意し、橋脚の撤去（耐震基準の関係で使用出来ないため）・建替（車道用のみ施工）を行い、2017年（平成29年）度の完成予定に変更となった。しかし工事の遅れにより2017年度から跨線橋用の橋脚の建替を行ったため、跨線橋は2020年（令和2年）度に完成し、その後は遮音壁や調整池の設置を始めとする跨線橋の取付部の整備に着手し、北詰（館林方面）側は2021年（令和3年）度に完成し、続いて南詰（東京方面）側と加倉（北）交差点の整備が進められ、2024年（令和6年）9月30日23時に館林方面への上り線専用として2車線で開通し上下車線が分離された。同日以降、平林寺橋以南の東北自動車道東側の側道は下り線専用の一方通行となり、平林寺橋は引き続き上り専用の一方通行とした。上下車線の分離後は東側の側道は1車線のままで運用し、2車線化の改修工事を行った。また、平林寺橋交差点の南側にある陸橋の前原橋（さいたま市道）が開通後の通行の支障となるために撤去が行われることになり、2023年5月8日から通行止めとなり、2023年10月3日に撤去された。
2025年（令和7年）3月12日に完全片側2車線（4車線）化が供用開始された。

## 地理

### 交差する道路
| 交差する道路                | 交差する道路              | 交差点名          | 最高速度 | 所在地           | 所在地 |
| --------------------------- | ------------------------- | ----------------- | -------- | ---------------- | ------ |
| 埼玉県道77号行田蓮田線      |                           | 閏戸              | 法定速度 | 蓮田市           | 閏戸   |
| 国道122号旧道               |                           | 閏戸(南)          | 法定速度 | 蓮田市           | 閏戸   |
|                             | （今宮けやき通り）        | 今宮橋西          | 法定速度 | 蓮田市           | 閏戸   |
| 埼玉県道3号さいたま栗橋線   | 埼玉県道3号さいたま栗橋線 | 関山(北)※立体交差 | 50       | 蓮田市           | 閏戸   |
| 埼玉県道150号上尾蓮田線     |                           | 関山3丁目         | 法定速度 | 蓮田市           | 関山   |
| 埼玉県道154号蓮田杉戸線     | 埼玉県道154号蓮田杉戸線   | 久台              | 法定速度 | 蓮田市           | 東     |
|                             | 国道122号                 | 平林寺橋          | 法定速度 | さいたま市岩槻区 | 平林寺 |
| 埼玉県道2号さいたま春日部線 | 国道122号                 | 加倉(北)          | 法定速度 | さいたま市岩槻区 | 加倉   |

### 沿道にある主な施設
| 施設                      | 所在地           | 所在地 |
| ------------------------- | ---------------- | ------ |
| 蓮田市立蓮田中央小学校    | 蓮田市           | 関山   |
| 蓮田図書館                | 蓮田市           | 上     |
| 堂山公園                  | 蓮田市           | 上     |
| シャトレーゼ 蓮田店       | 蓮田市           | 東     |
| サイゼリヤ 蓮田店         | 蓮田市           | 東     |
| MEGAドン・キホーテ 蓮田店 | 蓮田市           | 東     |
| トラットリア              | 蓮田市           | 東     |
| 桜台防災広場              | 蓮田市           | 桜台   |
| デンキチ蓮田店            | 蓮田市           | 桜台   |
| クリニカル病院            | さいたま市岩槻区 | 馬込   |
| さいたま市立西原中学校    | さいたま市岩槻区 | 岩槻   |
| さいたま市立西原小学校    | さいたま市岩槻区 | 西原   |

## 交通量
| 交通調査地点                     | 年度   | 昼間12時間自動車類交通量 | 昼間12時間自動車類交通量 | 昼間12時間自動車類交通量 | 24時間自動車類交通量 | 24時間自動車類交通量 | 24時間自動車類交通量 |
| 交通調査地点                     | 年度   | 小型車                   | 大型車                   | 合計                     | 小型車               | 大型車               | 合計                 |
| -------------------------------- | ------ | ------------------------ | ------------------------ | ------------------------ | -------------------- | -------------------- | -------------------- |
| 蓮田市閏戸512付近                | 2022年 | 7,738                    | 2,843                    | 10,581                   | 10,837               | 3,755                | 14,592               |
| 蓮田市東4-11-3付近               | 2022年 | 6,959                    | 2,700                    | 9,659                    | 9,598                | 3,345                | 12,943               |
| さいたま市岩槻区平林寺174付近    | 2022年 | 3,516                    | 2,126                    | 5,642                    | 5,038                | 2,472                | 7,510                |
| さいたま市岩槻区加倉3丁目2-2付近 | 2022年 | 2,691                    | 2,152                    | 4,843                    | 4,446                | 3,669                | 8,115                |

## ギャラリー

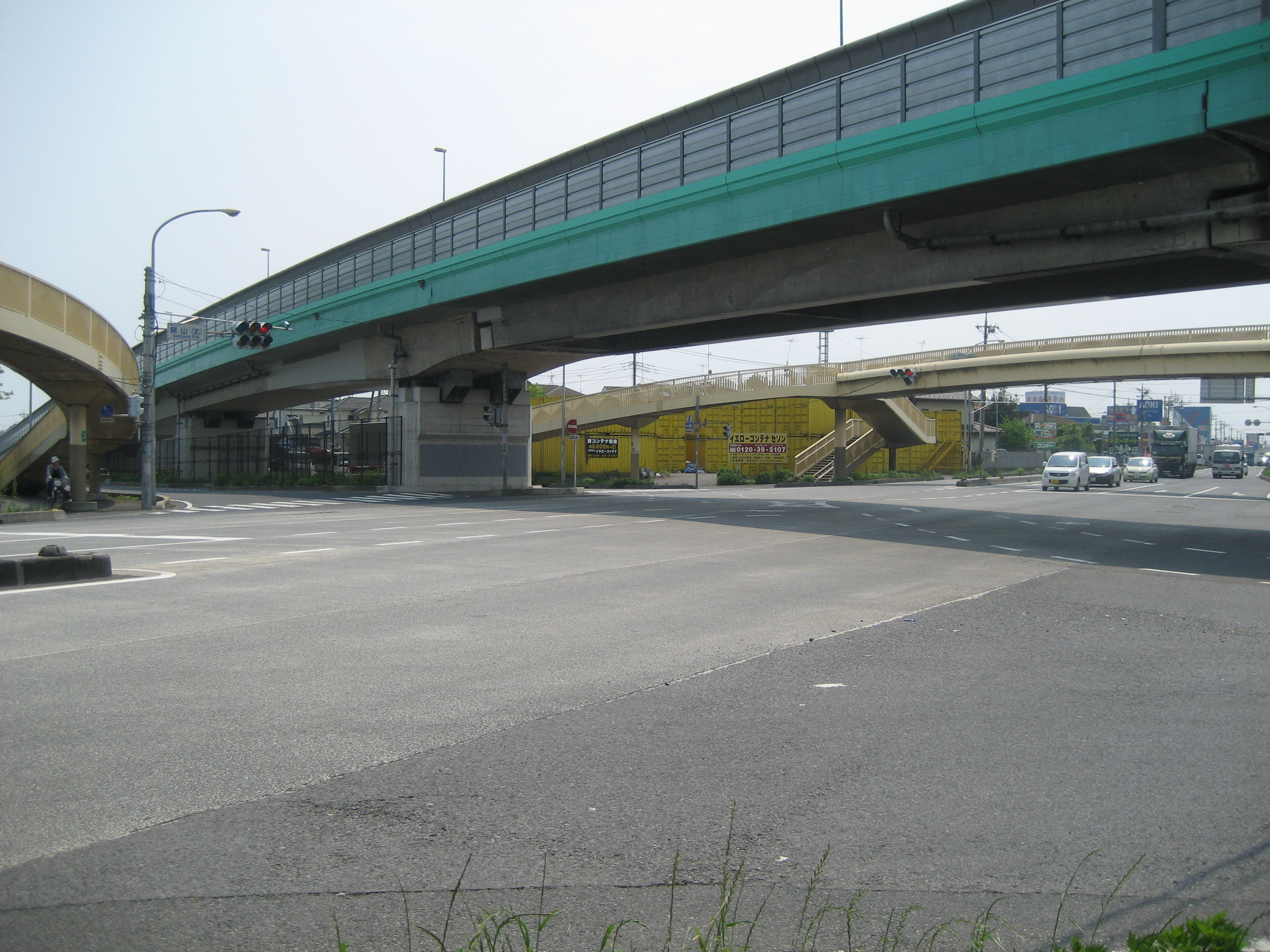
関山(北)交差点（埼玉県道3号さいたま栗橋線をオーバーパスしている）
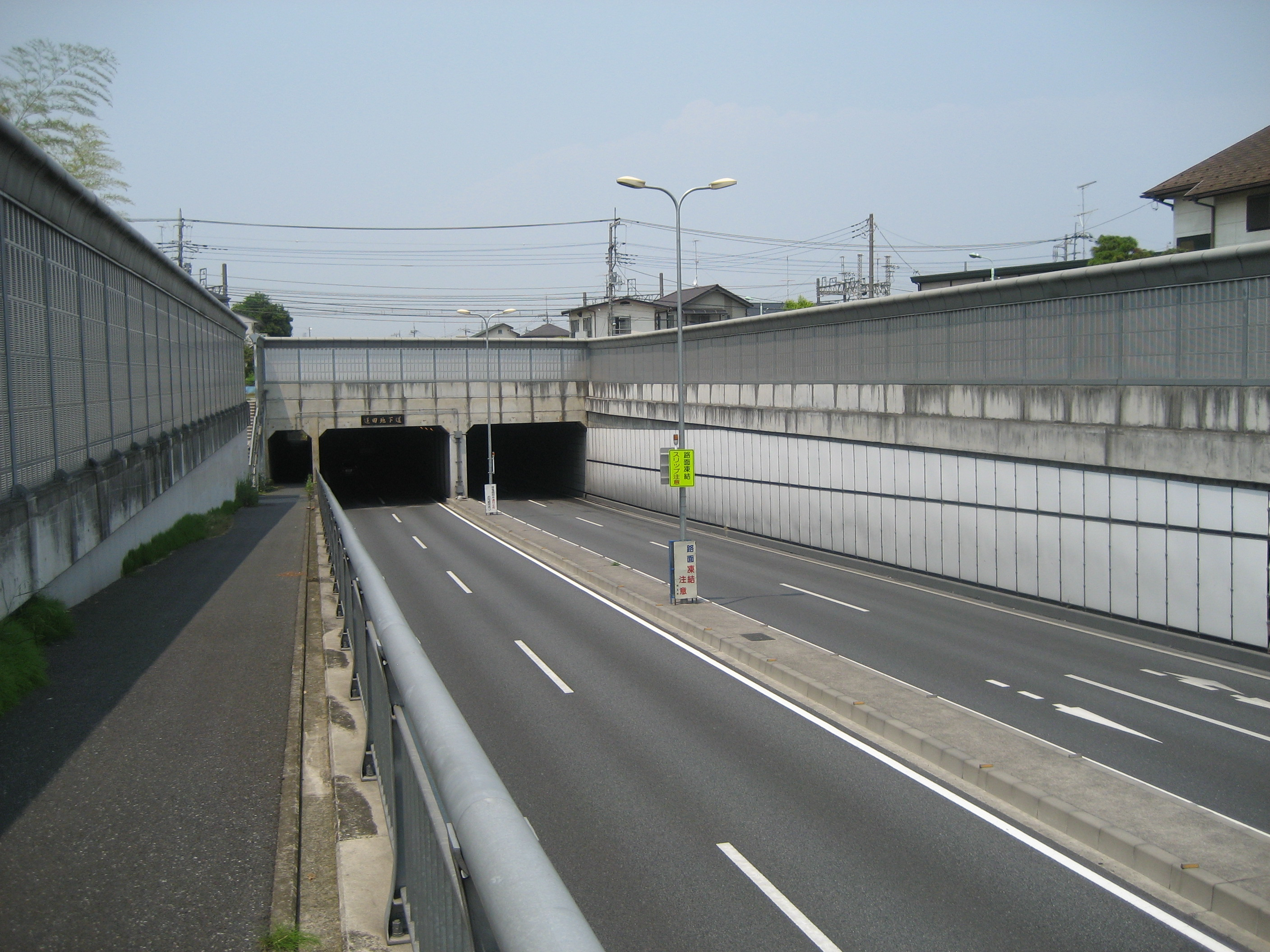
蓮田地下道（JR宇都宮線をアンダーパスしている）
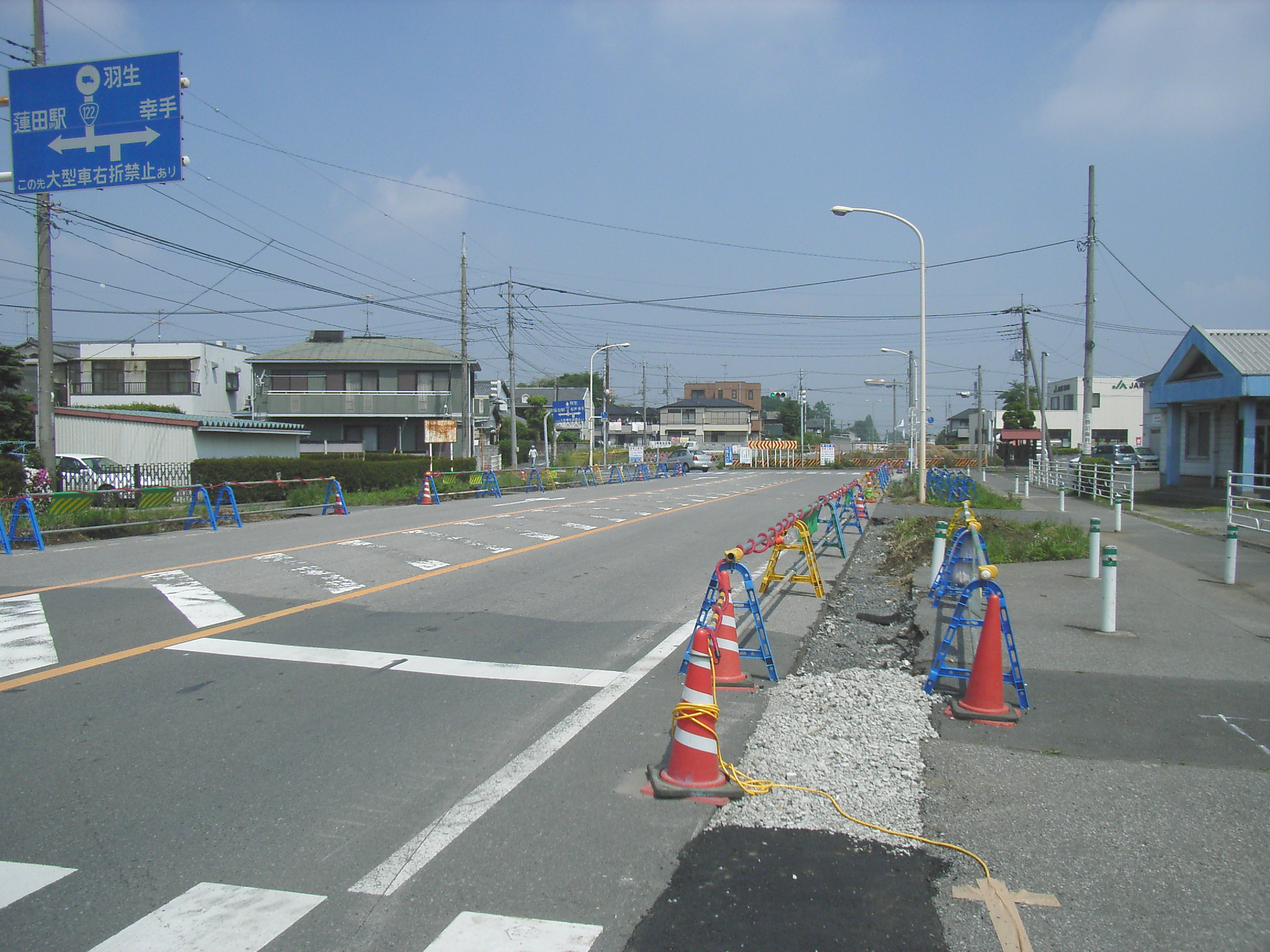
建設中の蓮田岩槻バイパス（2005年6月撮影） 東（二）交差点があるが、2006年5月11日に廃止された。
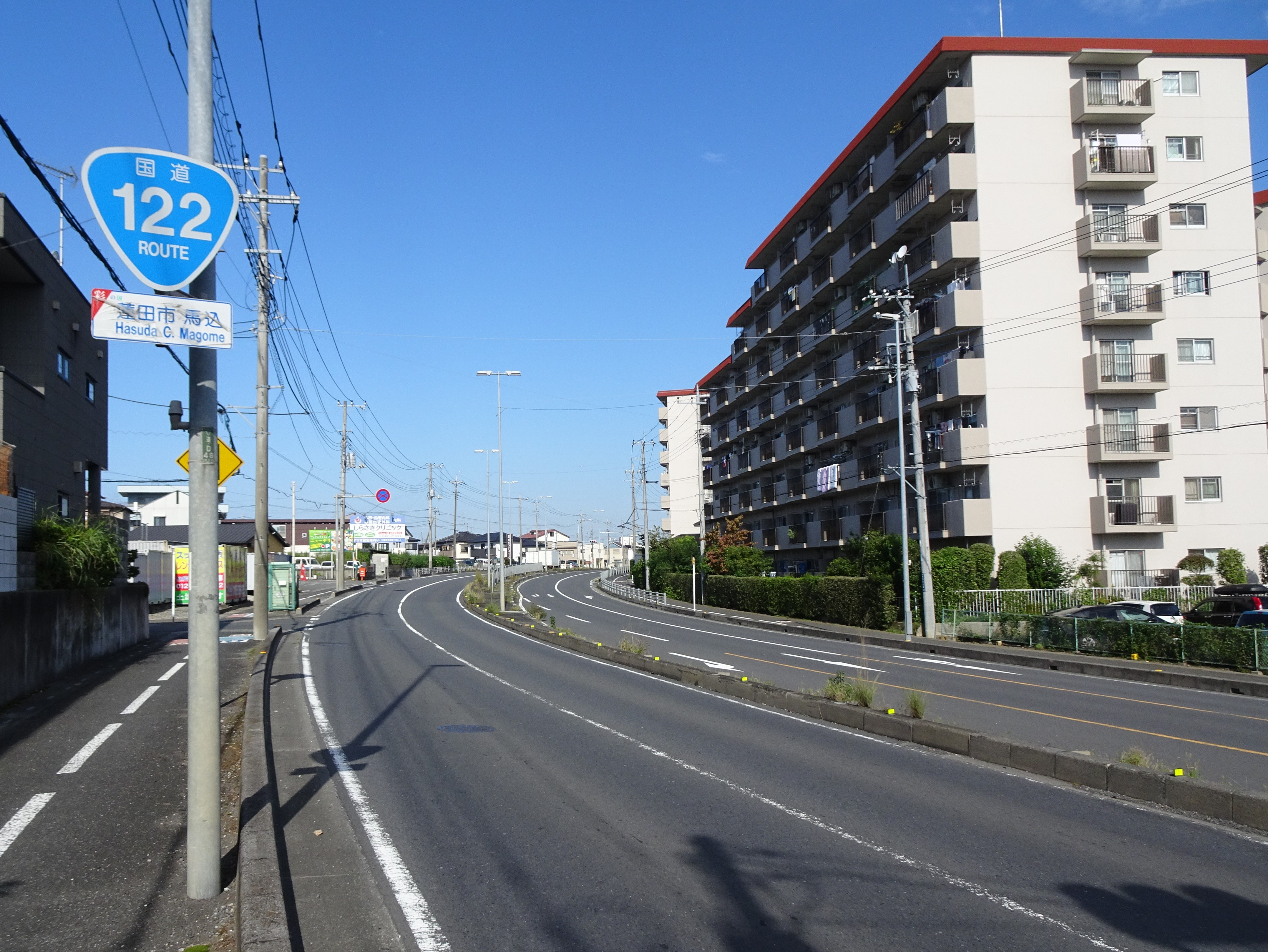
蓮田市馬込付近
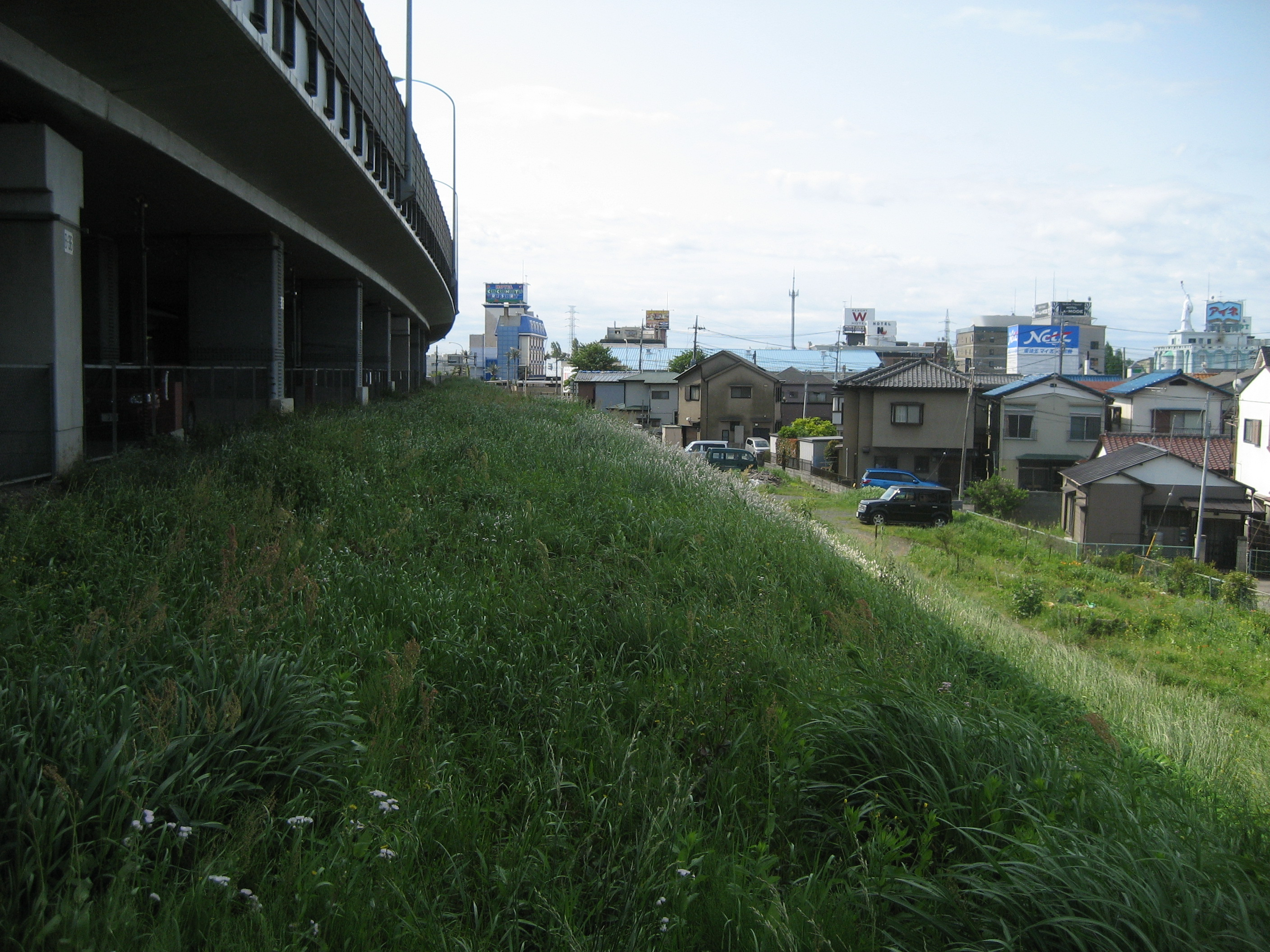
着工前の上り線（2012年5月撮影） 東武野田線との交差部分から加倉（北）交差点方向を撮影。
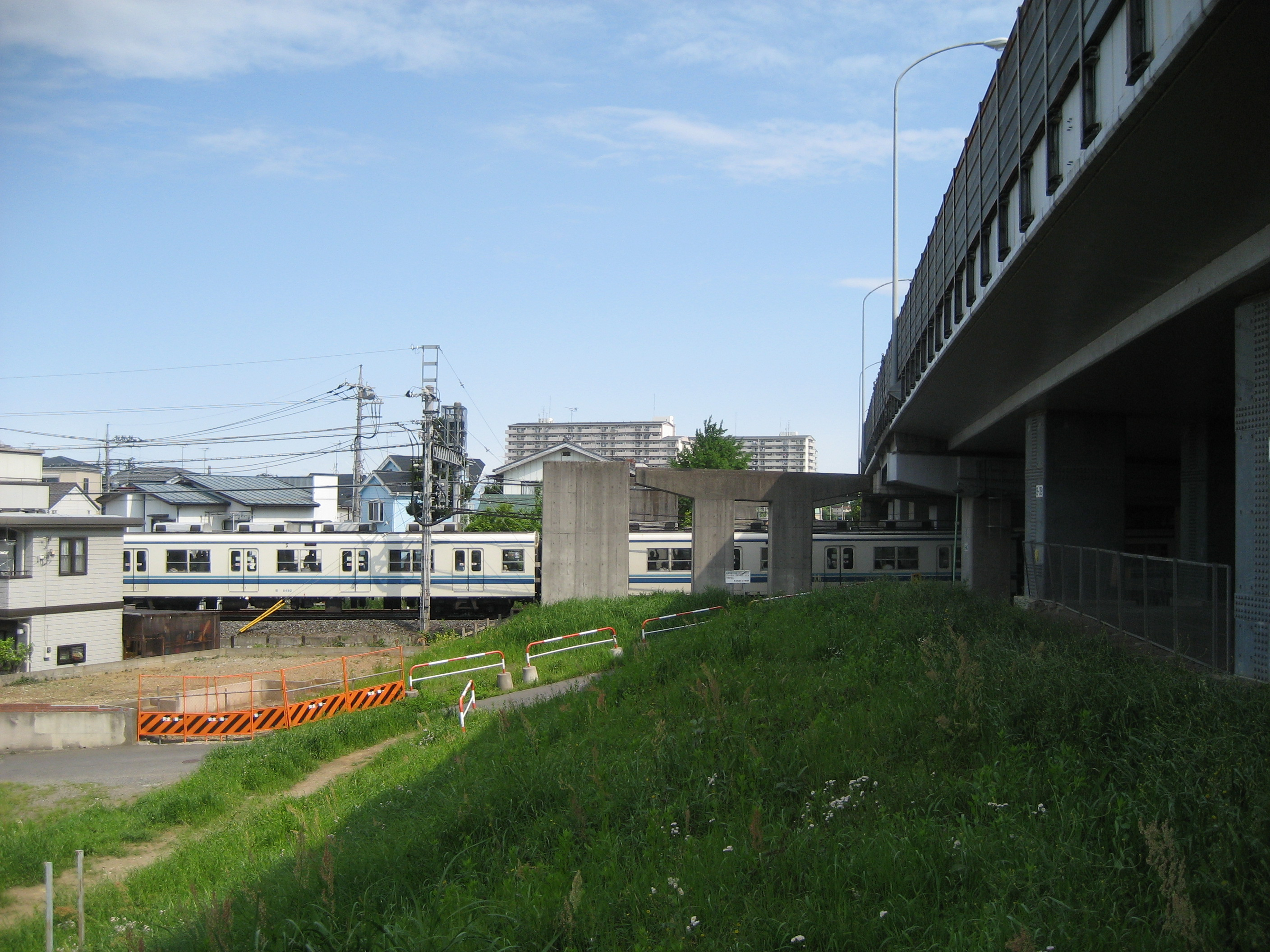
着工前の上り線（2012年5月撮影） 加倉（北）交差点から東武野田線との交差部分方向を撮影。
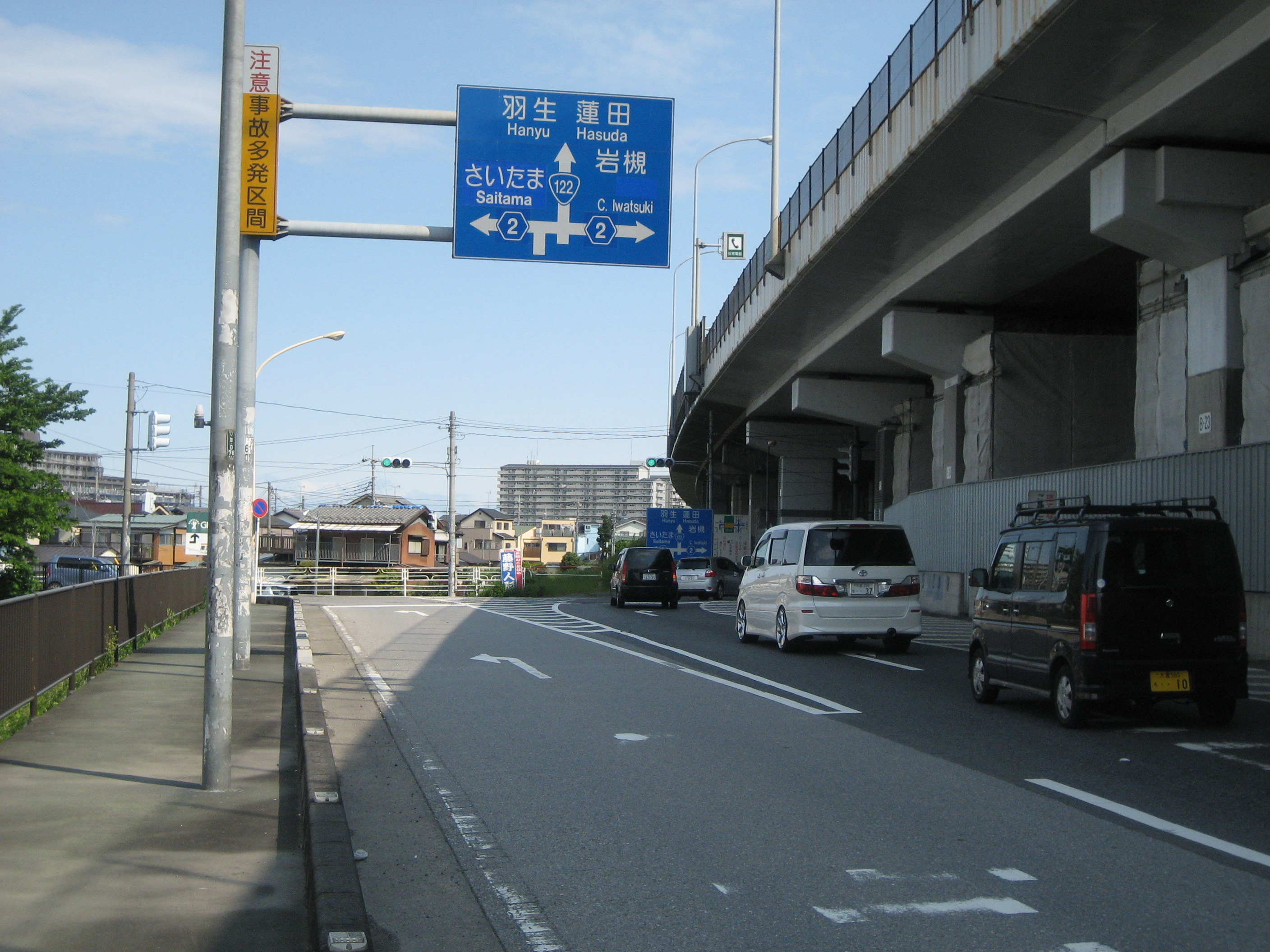
岩槻区加倉(北)交差点（2012年5月撮影） 加倉（南）交差点付近の上り線から撮影。
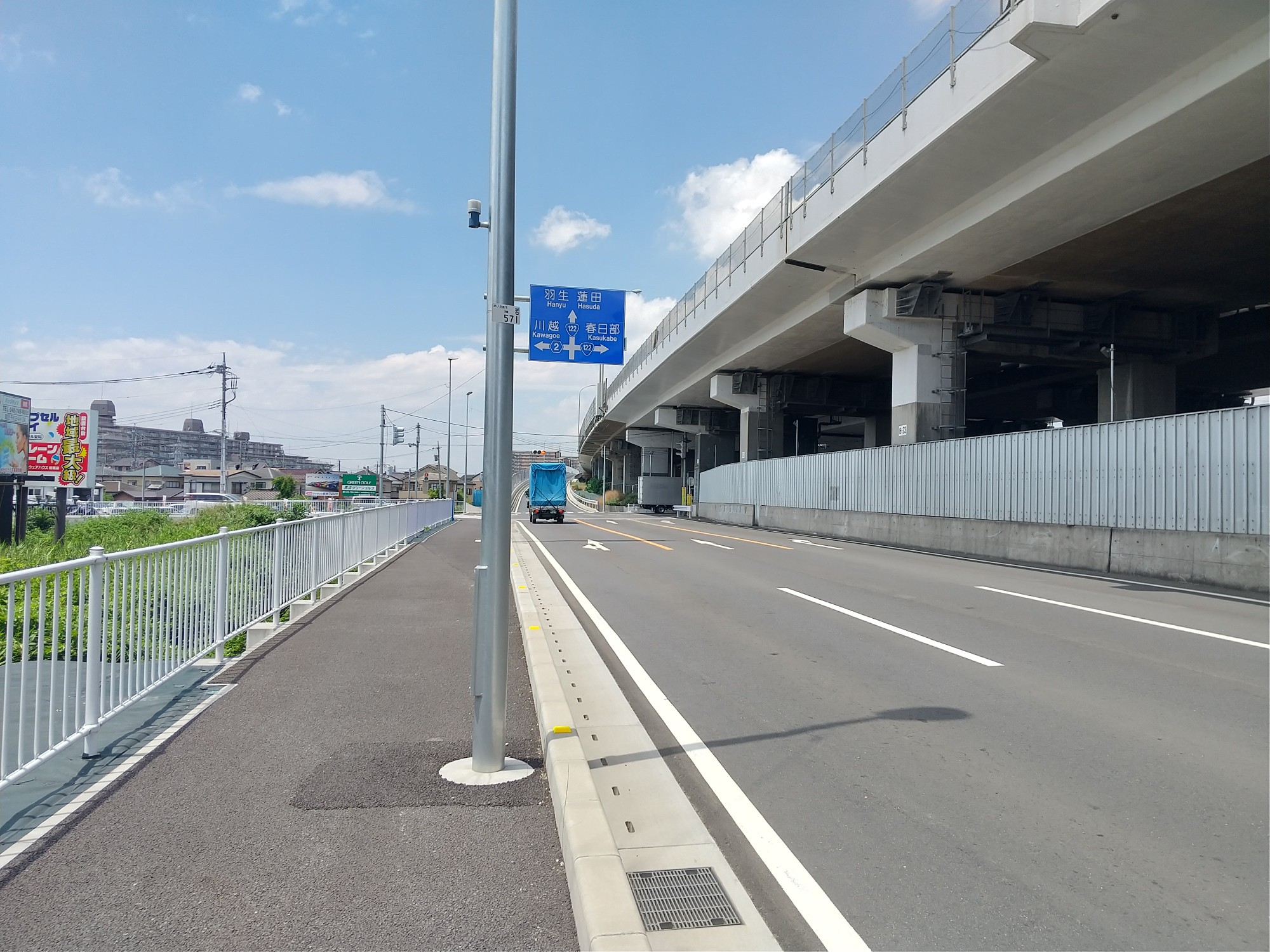
岩槻区加倉(北)交差点（2025年6月撮影） 4車線化後。